# Блом, Михаил Оттович
 Михаил Оттович Блом  (17 сентября 1856 — 24 мая 1896) — российский военный деятель, генерал-майор, участник русско-турецкой войны. Военный агент в Дании, член Финляндского сената, писатель.

## Биография
Происходил из дворян Великого Княжества Финляндского. Сын генерал-лейтенанта директора Финляндского кадетского корпуса Блома, Оттона Гавриловича. Родился 17 сентября 1856 года. Образование получил в Пажеском корпусе, затем окончил курс в Николаевской академии Генерального штаба.
7 августа 1874 года произведен в прапорщики Преображенского полка. Принимал участие в русско-турецкой войне. Был в делах под Этрополем (10,11 и 12 ноября), при Таш-Кессене (19 декабря), под Филипполем (3 января). В мае 1878 года заболел тифом в Стефано и в июне эвакуирован в Россию.
В 1879 году поступил в Николаевскую академию Генерального штаба. После окончания курса в академии в апреле 1882 года назначен помощником старшего адъютанта штаба Финляндского военного округа. 30 августа 1884 года произведен в подполковники Генерального штаба. В мае того же года назначен младшим делопроизводителем военно-ученого комитета.
4 июля 1885 года назначен военным агентом в Копенгагене и Стокгольме . 19 ноября 1896 года назначен состоять при военном министре.
Скончался 24 мая 1896 года.

## Труды
Блом М. О Война 1864 в Дании. Тир. 5 экз. Карты. Москва Изд-во В. Секачев 2012 г. 496с.

## Награды
- Орден Святого Владимира 4-й ст.
- Орден Святого Станислава 2-й ст.
- Орден Святой Анны 3-й ст.
- Орден Святого Станислава 3-й ст.
- Орден Святой Анны 4-й ст.
- Медаль «В память русско-турецкой войны 1877—1878»
- Орден Спасителя
- Орден Данеброг
- Орден Святого Олафа
- Императорский австрийский орден Франца Иосифа
- Орден Короны Румынии